# La Reussite (Luisiana)

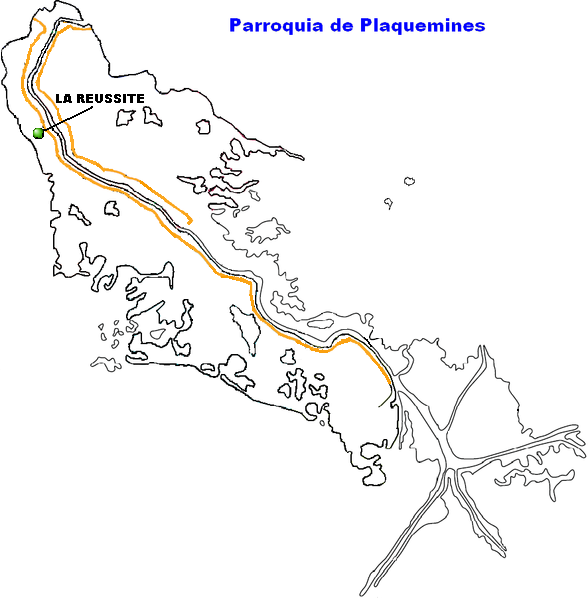
Localización de La Reussite en el mapa de la Parroquia de Plaquemines.

La Reussite es una pequeña localidad ubicada sobre el delta del Misisipi, dentro de la parroquia de Plaquemines, en el estado de Luisiana, Estados Unidos.
No se debe confundir a este asentamiento con otro de nombre similar llamado Reussite.

## Geografía
La localidad de La Reussite se localiza en 29°42′02″N 89°59′15″O / 29.70056, -89.98750. Esta comunidad posee sólo un par de metros de elevación sobre el nivel del mar, por lo cual es una zona proclive a las inundaciones. Su población se compone de menos de doscientos habitantes. Esta comunidad se localiza a treinta y un kilómetros de Nueva Orleans la principal ciudad de todo el estado, y a 518 kilómetros del aeropuerto internacional más cercano, el (IAH) Houston George Bush Intercontinental Airport.